# الناصرية (الرقة)
الناصرية قرية سورية تتبع ناحية عين عيسى في منطقة تل أبيض في محافظة الرقة. بلغ عدد سكانها 19 نسمة في عام 2004 حسب إحصاء المكتب المركزي للإحصاء.